# バーンコークノーイ区
バーンコークノーイ区（バーンコークノーイく、タイ語: เขตบางกอกน้อย）は、タイ王国バンコク都の行政区の一つ。
この行政区は、時計回りに、バーンプラット区、プラナコーン区、バーンコークヤイ区、パーシーチャルーン区、タリンチャン区の5つの行政区に接している。チャオプラヤ川に面している。

## 歴史
1915年、バーンコークノーイ郡が設立。1972年、トンブリー郡がバンコクに併合され、バーンコークノーイ区になった。1989年11月9日にバーンコークノーイ区の4つの準区が新設区としてバーンプラット区となる。

## 建物

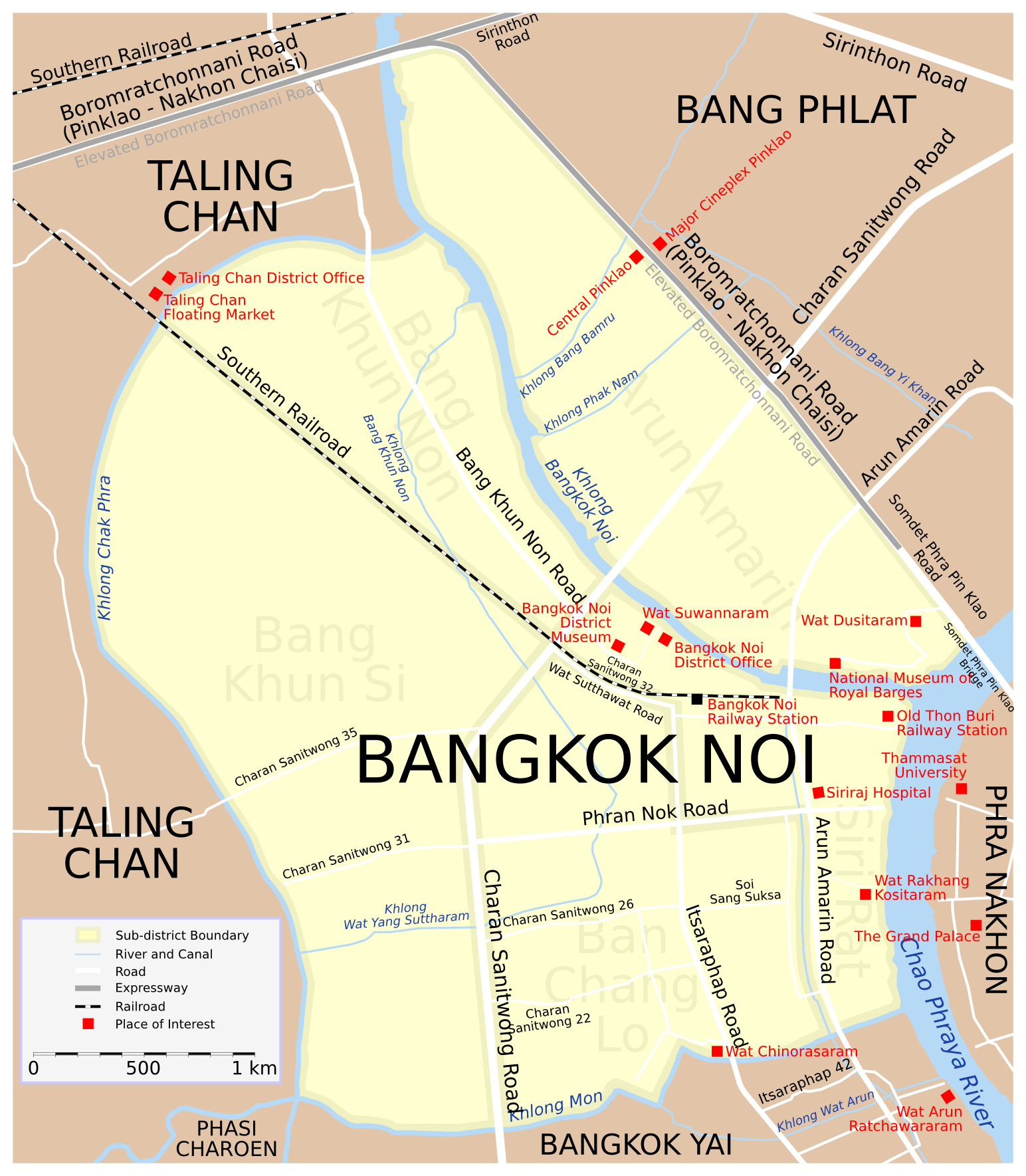
バーンコークノーイ区の地図

- シリラート病院